# Centro Histórico de Antônio Prado

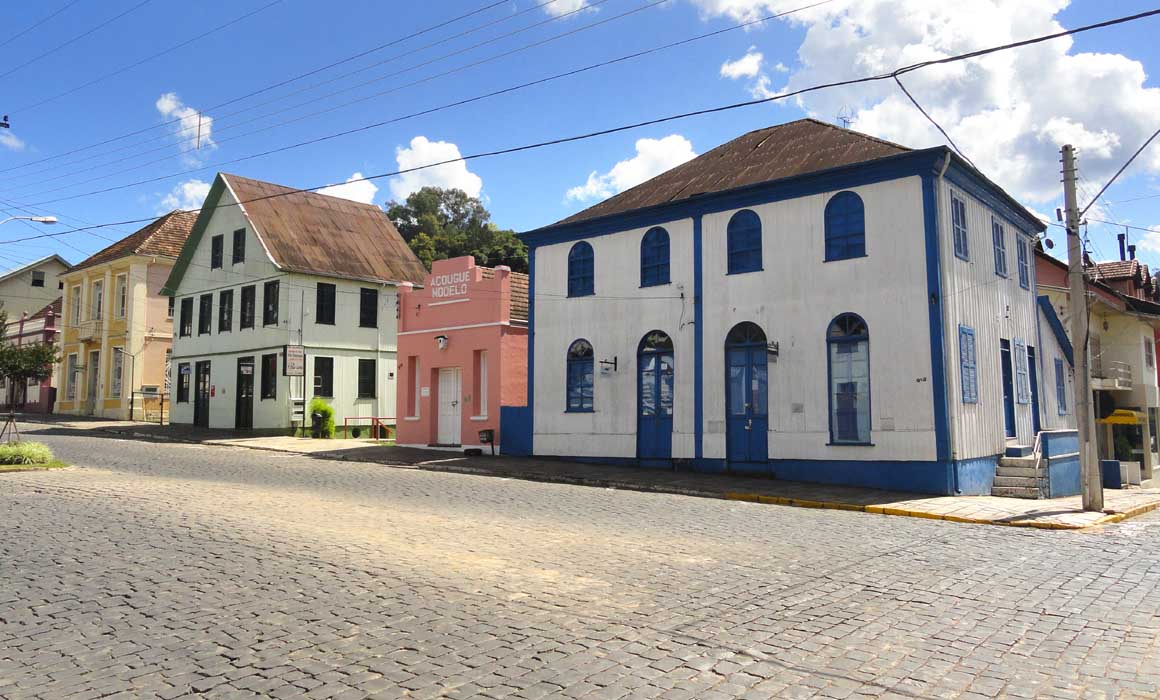
Centro Histórico de Antônio Prado, trecho da avenida Valdomiro Bocchese.

O Centro Histórico de Antônio Prado, cidade brasileira do estado do Rio Grande do Sul, preserva um rico patrimônio histórico que remonta às origens da povoação. Antônio Prado foi fundada em 1886 basicamente por imigrantes italianos, e em breve se tornou um ativo entreposto comercial, mas no século XX entrou em um processo de declínio, que foi entretanto útil para preservar o maior e mais importante conjunto arquitetônico urbano da colonização italiana no Brasil, tombado pelo Instituto do Patrimônio Histórico e Artístico Nacional.

## História

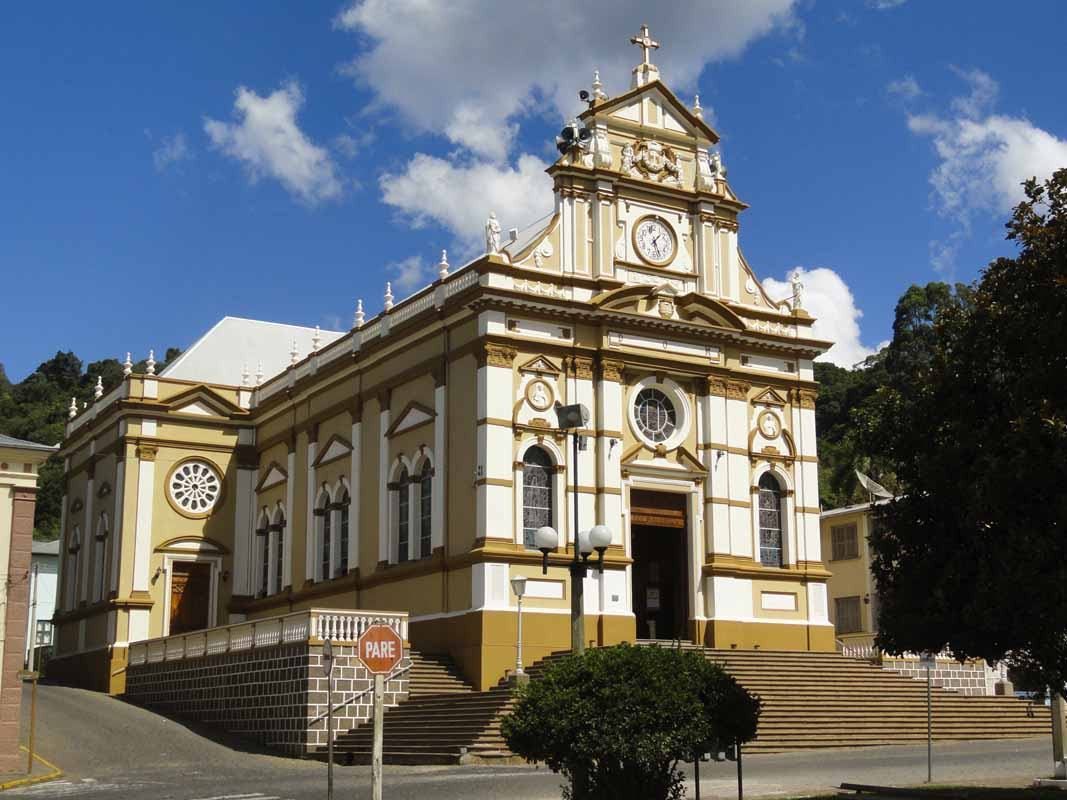
Igreja Matriz Sagrado Coração de Jesus. Construída de 1891 a 1897, foi reformada em 1899 e entre 1925 e 1928.

As primeiras notícias sobre Antônio Prado datam do fim do século XIX, quando a região nordeste do estado estava sendo colonizada por imigrantes europeus, por incentivo do governo federal. Os primeiros homens brancos a deixarem sua marca no local foram poloneses, russos e suecos, que em 1880 abriram por ali uma estrada em seu deslocamento para o Alto Uruguai. No mesmo ano o paulista Simão David de Oliveira se fixou na foz do rio Leão e do arroio Tigre, local que foi conhecido como Passo do Simão, e pouco mais tarde ergueu um grande barracão de madeira. A ideia de criação de um núcleo colonial em Antônio Prado é atestada por documento de 29 de abril de 1885, e no ano seguinte iniciaram as demarcações de terras, cujo projeto, de 14 de maio de 1886, é tido como o marco oficial da fundação da cidade, que receberia cerca de dois mil imigrantes italianos.
Os imigrantes em geral eram pobres e enfrentaram grandes dificuldades em sua instalação, já que o governo forneceu escasso auxílio, a região ainda era coberta de mata virgem e seu relevo é muito acidentado. No entanto, logo a povoação se tornou um importante centro regional de comércio. Em 1890 a colônia foi anexada a Vacaria, mas seu rápido crescimento justificou a emancipação em 12 de fevereiro de 1899, por ordem do Presidente do Estado Borges de Medeiros.
No passar dos anos a cidade foi ficando relativamente isolada, situação enfatizada pela abertura, na década de 1930, da rodovia BR 116 longe dali, que se tornaria uma das mais importantes ligações entre o estado com o restante do Brasil. O isolamento desencadeou um processo de declínio e estagnação para a cidade, mas preservou boa parte de suas características originais.

### Tombamento

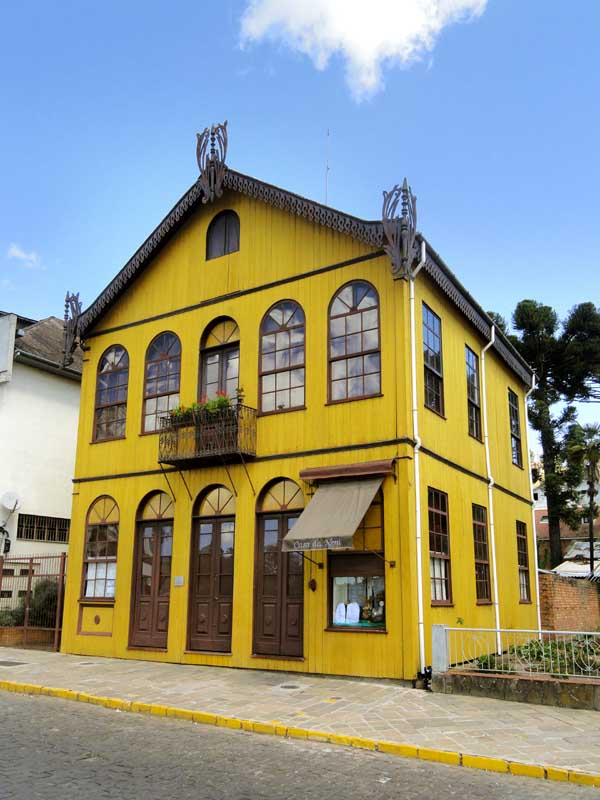
Casa de Antônio Bocchese, conhecida como Casa da Neni. Construída em 1910.

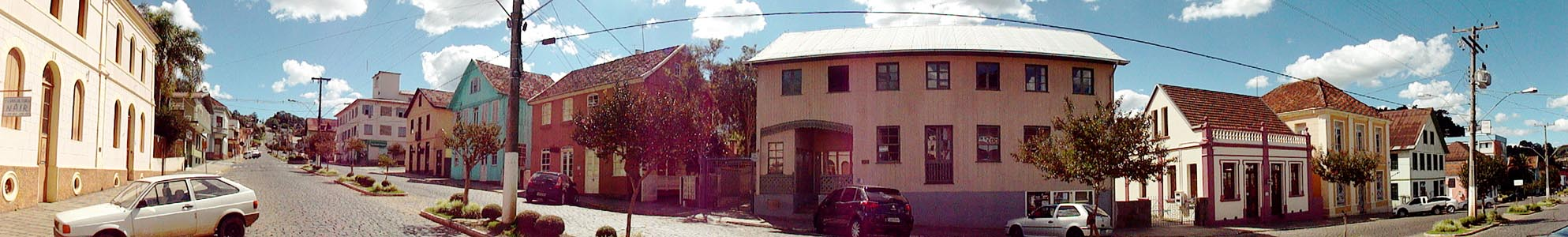
Trecho da avenida Valdomiro Bocchese no Centro Histórico.

A importância do patrimônio arquitetônico colonial no Rio Grande do Sul foi reconhecida na década de 1970 pelo Instituto do Patrimônio Histórico e Artístico Nacional (IPHAN), que solicitou ao governo estadual providências visando à sua salvaguarda. Foi criado um projeto, ao qual se juntaram outros pesquisadores e centros culturais do estado, e em 1983 foi criado um grupo de trabalho liderado pela pesquisadora Ana Meira.
O grupo localizou cerca de 30 núcleos de imigração alemã e italiana no estado, realizando estudos de caracterização. O núcleo italiano de Antônio Prado foi considerado o maior e mais bem preservado, recebendo um tratamento de prioridade. Na época o patrimônio colonial ainda não era valorizado pela população em geral, e havia o risco iminente de sua degradação e destruição. De fato, muito já havia sido perdido. Também havia um rico acervo de cultura imaterial a ser estudado e preservado na cidade, especialmente linguístico, sendo um dos maiores centros nacionais do dialeto talian, ainda falado por cerca de 90% dos habitantes com mais de 30 anos.
Pouco mais tarde o proprietário de uma das residências mais emblemáticas da cidade, a Casa da Neni, solicitou o seu tombamento. Isso teve uma repercussão positiva, estimulando os interessados no patrimônio da cidade a agirem de modo mais efetivo para a proteção de todo o grupo sobrevivente de construções históricas. As ações resultaram por fim no tombamento pelo IPHAN, em 1987, de um grupo de 48 edificações na zona central da cidade, não sem encontrar resistências da população. Muitas pessoas diretamente afetadas acreditavam que seus interesses seriam prejudicados com o tombamento, e foi necessário um trabalho intensivo de educação patrimonial para os residentes. O tombamento incluiu uma área verde de preservação permanente no entorno. O IPHAN também organizou uma exposição no Paço Imperial, no Rio de Janeiro, que incluía uma maquete do centro histórico, para valorizar aquele acervo e divulgá-lo. Outras atividades de resgate da memória e documentação consolidaram o centro histórico e suas tradições, e hoje a população de modo geral se orgulha de sua herança e contribui para sua conservação. O centro histórico foi um dos cenários do premiado filme brasileiro O Quatrilho, dirigido por Fábio Barreto e baseado livro homônimo de José Clemente Pozenato. Nas palavras de Ana Meira, 
"Os jovens adultos de hoje, que passaram pela experiência de educação patrimonial, veem Antônio Prado de maneira diferente. As crianças também. Um bom exemplo foi dado em tese de mestrado sobre arte-educação, desenvolvida por uma professora que trabalhou com crianças pradenses durante dois anos. Como último exercício, ela pediu às crianças que desenhassem e descrevessem uma cidade ideal. Em todos os desenhos o que aparece é Antônio Prado. E uma das crianças disse que queria morar em uma cidade que tivesse shopping center, interfones e... casas tombadas!"

## Arquitetura
O centro histórico se define por uma praça retangular e algumas ruas do entorno, com edificações que datam de 1890 a 1940. Entre elas existem edificações modernas, substituindo outras mais antigas. As zonas mais íntegras são o quadrilátero que envolve a praça, que mantém sua configuração original quase inteiramente intacta, onde estão a Matriz e a Prefeitura, e a avenida Valdomiro Bocchese, com vários trechos originais contínuos e muitos exemplares isolados. Várias delas possuem dois ou mais pavimentos, servindo no início como habitação nos níveis superiores e no plano térreo abrigando negócios e outras atividades. A maior parte delas foi erguida em madeira, sendo representantes exemplares da arquitetura colonial italiana no estado, e ilustrativas do ciclo econômico da araucária, pinheiro nativo do sul do Brasil do qual a madeira, de ótima qualidade, era extraída. Algumas poucas, porém, foram construídas em alvenaria, destacando-se a Matriz do Sagrado Coração de Jesus, a Farmácia Palombini e a sede da Prefeitura, que mostram também certos traços estilísticos distintos do restante.
A arquitetura produzida pelos imigrantes se distingue no contexto brasileiro e também difere em vários aspectos plásticos e técnicos da arquitetura das vilas rurais italianas. O acervo edificado de Antônio Prado se encaixa na terceira fase da arquitetura colonial italiana, a de apogeu, conforme a análise do historiador Júlio Posenato. Esta fase se caracteriza pelo caráter permanente das edificações, ultrapassadas as fases iniciais quando as edificações eram em geral provisórias e muito mais rústicas, despojadas de quase todo ornamento. Também se caracteriza pelo maior conhecimento e domínio das propriedades da madeira da araucária, e pelo significado que essas edificações adquiriram para a comunidade como símbolos de trabalho, identidade cultural e auto-suficiência.

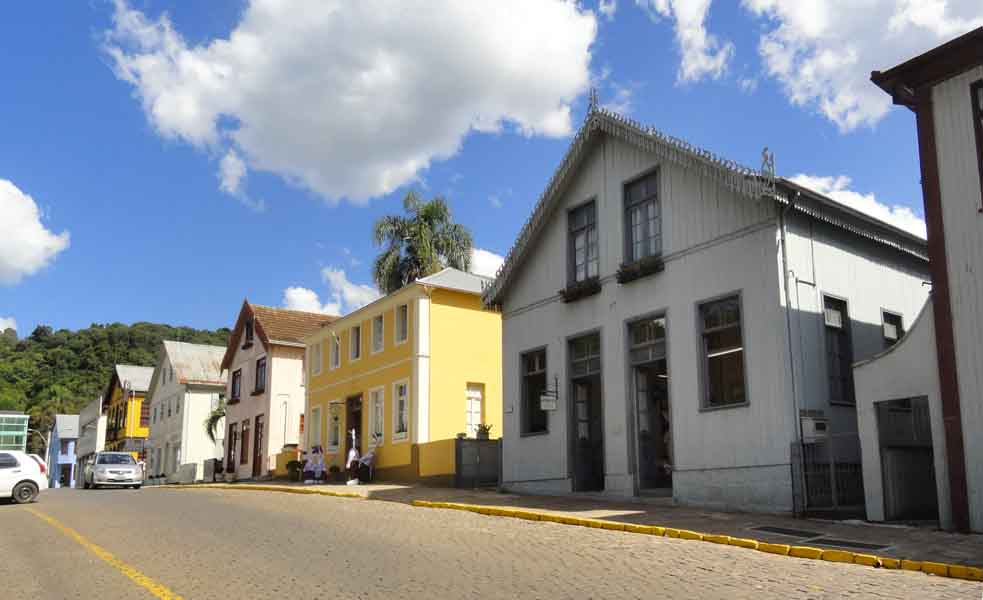
Trecho da rua Luíza Bocchese.

Sua originalidade reside principalmente no uso de materiais regionais em soluções estruturais e plásticas criativas. A maioria das edificações de madeira possui uma estrutura sustentada por um esqueleto de vigas e pilares que dispensa elementos diagonais para contraventamento, aproveitando a popularização dos pregos industrializados, que se tornavam naquele exato momento histórico um bem de consumo em larga escala. Desta forma, as tábuas de pisos e paredes funcionavam ao mesmo tempo como fechamento e contraventamento. O aperfeiçoamento das técnicas da carpintaria e marcenaria possibilitou a construção de residências espaçosas em vários pisos, adornadas com um rico repertório de elementos decorativos, como beirais, balaustradas, caixilharia, passadiços, balcões e lambrequins, o que lhes confere um grande valor plástico, embora o aspecto geral seja bastante austero.
As condições físicas deste conjunto são desiguais. Muitas edificações sofreram alguma degradação pelas intempéries, pela atividade de cupins e por mudanças em seu uso, e foram alteradas em alguma medida ao longo do tempo, substituindo-se elementos originais e artesanais por outros mais modernos e industrializados, mas no geral o conjunto preserva uma notável integridade e está em boas condições de conservação. Hoje o IPHAN mantém um escritório em uma das casas do centro histórico, acompanha os trabalhos de restauro quando necessário e realiza atividades contínuas de educação e divulgação patrimonial.

## Algumas edificações

### Igreja Matriz Sagrado Coração de Jesus
Construída entre 1891 a 1897, substituiu uma capela de madeira que tinha como orago Nossa Senhora do Rosário. Por iniciativa do primeiro padre de Antônio Prado, Alexandre Pellegrini, a igreja nova foi dedicada ao Sagrado Coração de Jesus. O seu sucessor, padre Carmine Fasulo, mandou ornamentar o edifício em 1899. O campanário anexo é de madeira, data de 1912, e sustenta três sinos. O edifício foi reformado entre 1925 e 1928, recebeu vitrais novos e uma ampla escadaria de acesso. Na década de 50 seu interior foi decorado com pinturas do italiano Emilio Benvenutto Zanon. O interior possui grandes altares, importante estatuária e um púlpito entalhados em madeira por Antonio Busetto.

### Casa da Neni

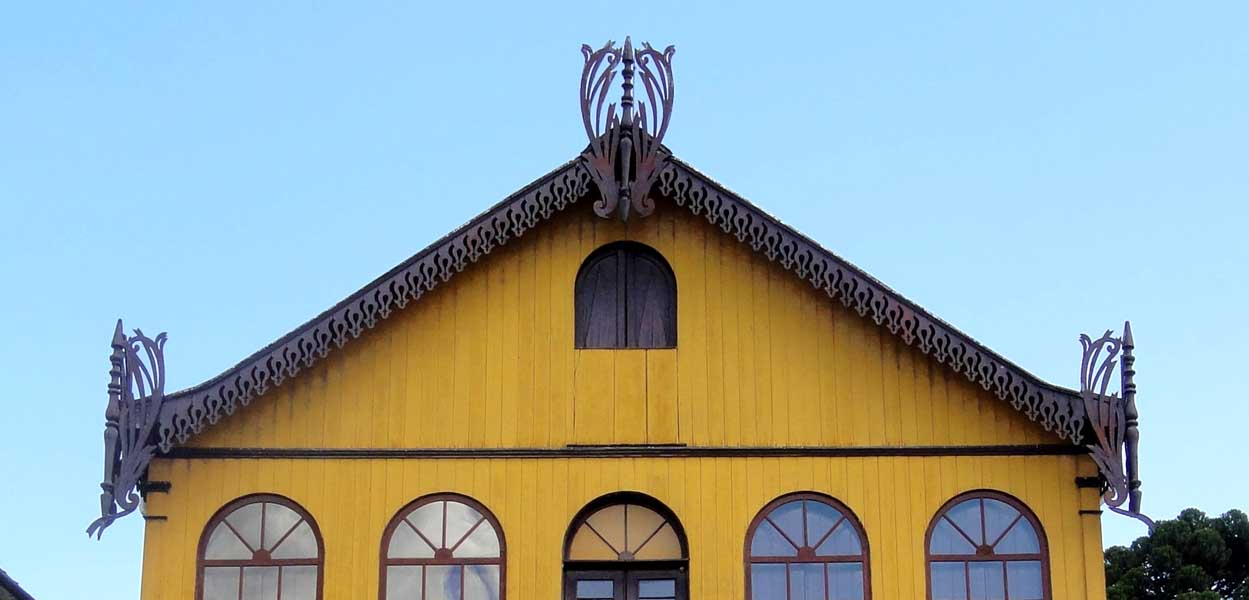
Detalhe dos lambrequins da Casa da Neni.

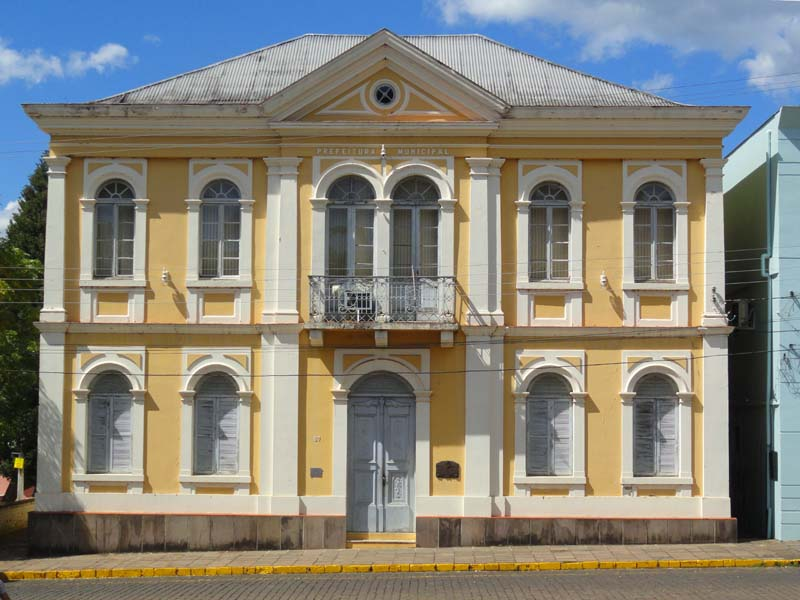
Sede da Prefeitura.

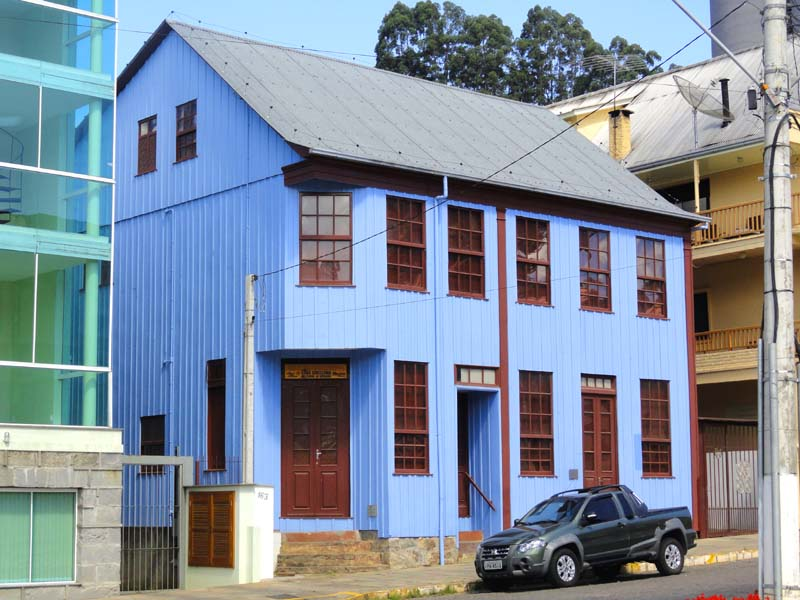
Casa Grezzana.

A Casa da Neni, uma das mais conhecidas da cidade e a primeira a ser tombada, foi construída em 1910, sobre uma edificação anterior, pelo ourives Antônio Bocchese, que instalou no térreo sua oficina e, no andar superior, sua residência. Sua filha, Joana Magdalena, apelidada Neni, herdou a casa e abriu uma loja de comércio miúdo e artigos religiosos na antiga oficina de seu pai. A loja funcionou durante anos, conhecida como Casa da Neni. Depois que Neni faleceu, em 1981, a propriedade passou para Valdomiro Bocchese e em 1983 a casa foi restaurada. Valdomiro tinha vários negócios e continuou com um comércio no térreo. Era também acionista majoritário do Moinho do Nordeste, a maior empresa de Antônio Prado, e a imagem da casa, com seus característicos lambrequins, passou a ilustrar os produtos do Moinho. Em 1986 foi escolhida como símbolo das comemorações do centenário da colonização italiana na cidade.

### Sede da Prefeitura
Construída em alvenaria entre 1896 e 1900 para ser a casa de Vittorio Faccioli, que enriquecera no comércio. Vittorio pretendia também instalar em seu térreo a sede de seus negócios. Mas nunca foi usada como tal, sendo alugada desde 1899, quando a cidade foi emancipada, para o Executivo Municipal instalar a sua sede e uma cadeia pública. Ali foi realizada a primeira eleição em Antônio Prado. Em 1921 o município adquiriu a propriedade por 40 contos de réis. Em 1986 o edifício foi bastante reformado e ampliado nos fundos, e passou a abrigar também a Câmara de Vereadores, que permaneceu na casa até 2008.

### Casa Grezzana
A casa foi construída entre 1906 e 1915 por Giacomo Grezzana, para habitá-la com a família. A casa possuía muitos quartos e serviu também como pensão. Um de seus filhos herdou-a e continuou a habitá-la, mas no térreo passou a funcionar a Exatoria Municipal, onde ele trabalhava. A casa sofreu reformas em 1948 e 1952, perdendo seu telhado original de telhas de madeira rachada. Hoje ali funciona um centro cultural.

### Casa Paim
A edificação atual é o resultado de uma grande reforma e ampliação realizada em 1920 pelos irmãos Nodari em uma modesta habitação que datava de 1918, a mando de seu proprietário, Avelino Paim de Souza. Avelino era um rico fazendeiro, foi coronel da Guarda Nacional e por duas vezes Conselheiro Municipal. A reforma substituiu o tabuado rústico original por tábuas aparelhadas, acrescentou uma profusão de lambrequins na fachada, uma garagem no térreo e um banheiro no piso superior, uma comodidade rara na época. A casa foi herdada por seu filho Laurindo, e ao longo dos anos o terreno no entorno foi ajardinado.

### Sociedade Pradense de Mútuo Socorro
O casarão foi erguido em alvenaria entre 1911 e 1912 como sede da Società del Mutuo Soccorso Vittorio Emanuelle III, uma associação para ajuda mútua entre os imigrantes em serviços de assistência médica e social, oferecendo também atividades recreativas para os associados e desempenhando um papel de relevo na comunidade. Abrigou durante alguns anos a farmácia de Vincenzo Palombini e um colégio marista. Durante a II Guerra Mundial, em que houve grande perseguição aos descendentes de italianos no Brasil, a sede foi invadida pela polícia, que sequestrou toda a sua documentação, e obrigou à mudança do nome da sociedade para o atual, Sociedade Pradense de Mútuo Socorro. Nas gravações do filme O Quatrilho, representou a sede da Intendência.

### Antigo Hotel dos Viajantes
O Hotel dos Viajantes foi construído e administrado por Giovanni Tergolina, que ali também residiu com a família. O Hotel, inaugurado em 1900, se tornou preferido pelos tropeiros que percorriam a região, e aos sábados à tarde abria seu salão para bailes públicos.

### Casa e Farmácia Palombini
Farmacêutico prático na Itália, Vincenzo (Vicente) Palombini imigrou para o Brasil no início do século XX, a convite do governo brasileiro, para ajudar a combater a epidemia de gripe espanhola, instalando uma farmácia temporariamente na sede da Società del Mutuo Soccorso. Em 1930 mandou construir um edifício próprio em alvenaria, ricamente ornamentado na fachada e em seu interior, onde ainda sobrevivem as grandes vitrines entalhadas em madeira para guardar remédios e pinturas decorativas nas paredes. O prédio também servia como sua residência. Palombini desenvolveu ativa vida pública, sendo secretário do Conselho Municipal, vereador, presidente da Câmara e finalmente prefeito, eleito em 1951.

## Galeria

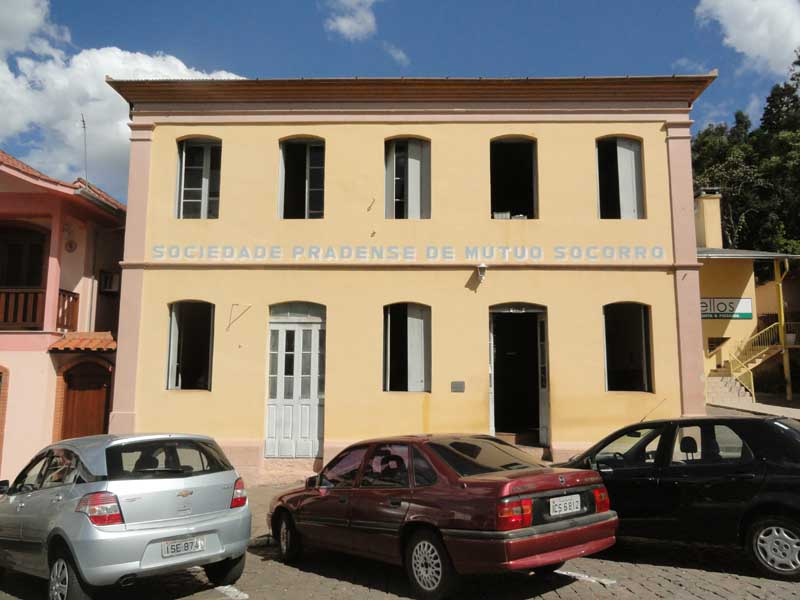
Sociedade Pradense de Mútuo Socorro.
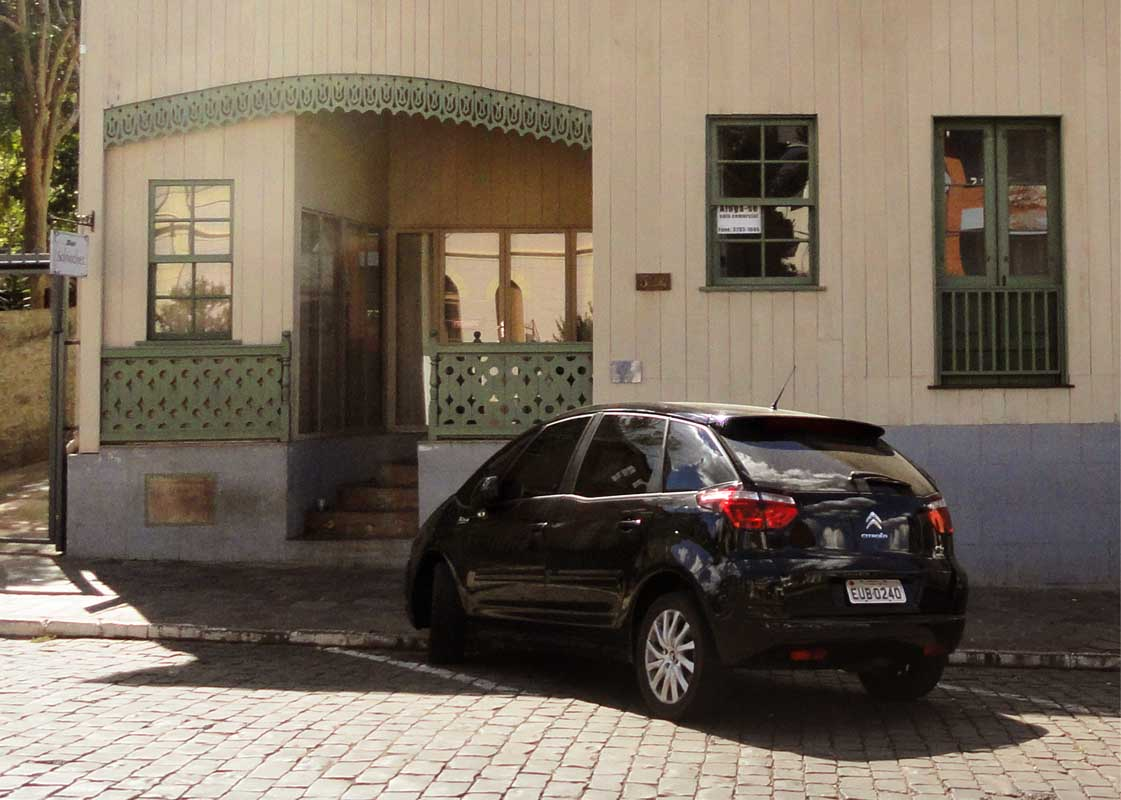
Detalhe da entrada do antigo Hotel dos Viajantes.
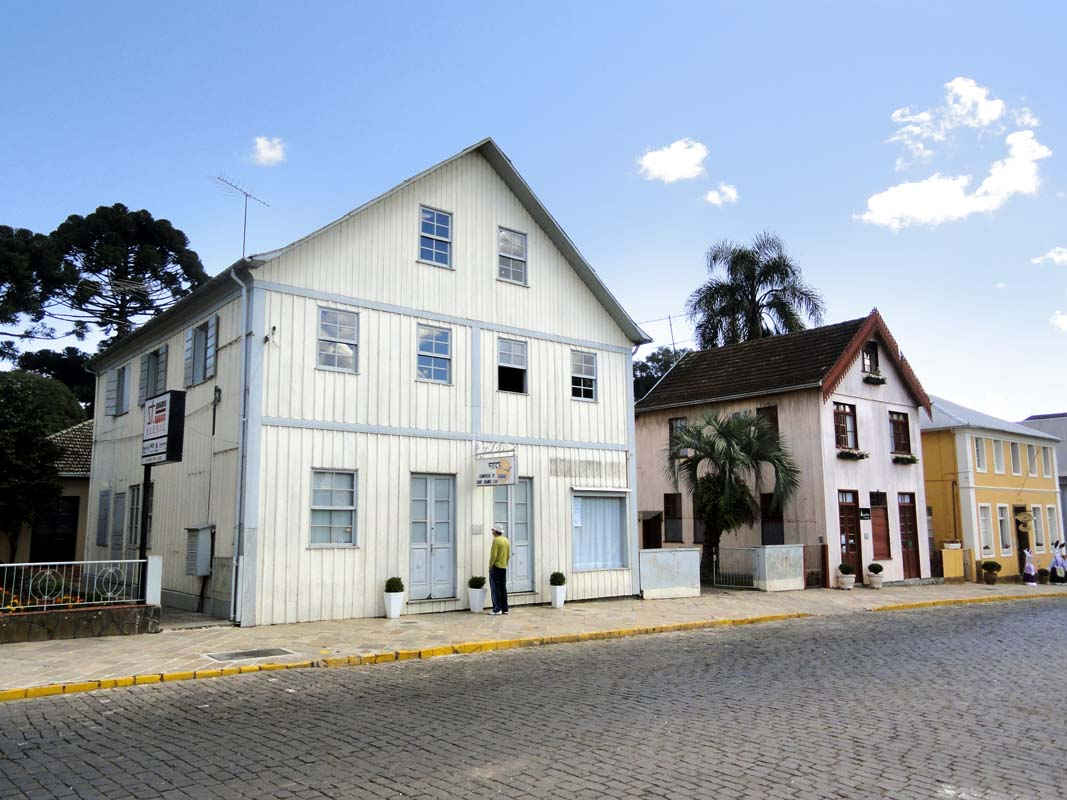
Trecho da rua Luíza Bocchese.
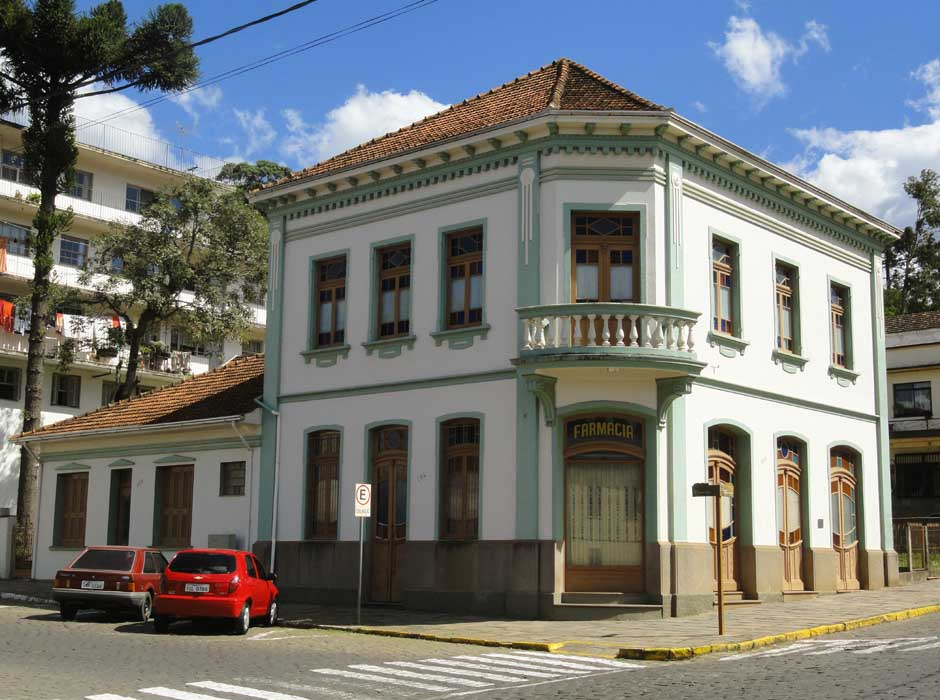
Casa e Farmácia Palombini.